# Carnaval d'Amou
À la fin de l'hiver, la commune d'Amou dans les Landes (Nouvelle-Aquitaine) célèbre son carnaval. Ce dernier est en particulier destinés aux "classes".
Le carnaval de la classe d'Amou est une pratique inscrite à l'Inventaire du patrimoine culturel immatériel en France dans la catégorie "Pratiques festives",.

## Historique
Le carnaval d’Amou n’existe que depuis une vingtaine d’années. Auparavant, les différentes classes organisaient chacune leur propre rassemblement. Mais devant la difficulté de gestion de tels évènements, elles décidèrent de se rassembler et de faire un seul grand carnaval de classes.

## Déroulement des festivités
Le carnaval d’Amou  se déroule un samedi en février ou mars, pas forcément près de la date de Mardi gras. Mais pour la classe, il commence en fait quelques jours auparavant, avec une quête réalisée auprès des habitants ainsi qu’une vente de petits objets, afin de récolter de l’argent pour les festivités.
Puis arrive le samedi et les festivités du carnaval. Le matin, la classe doit préparer l’effigie du carnaval, San Pansar. Quand vient le midi, ce sont les parents de la classe qui offrent le repas à leurs enfants. Autour de 15 heures, le défilé démarre dans les rues, avec la population, invitée à se déguiser. Quand le défilé se termine, San Pansar est jugé puis tout le monde se retrouve autour d’un goûter.